# Gare de Booischot
La gare de Boischot (en néerlandais : station Boischot) est une halte ferroviaire belge de la ligne 16, de Lierre à Aarschot située près de Booischot, sur la commune de Heist-op-den-Berg, dans la province d'Anvers en Région flamande.
C'est un point d'arrêt non gardé (PANG) de la Société nationale des chemins de fer belges (SNCB) desservi par des trains Omnibus (L) et d'Heure de pointe (P).

## Histoire
La gare de Booischot a été ouverte le 10 juin 1864 par la compagnie du Grand Central Belge le jour de l'inauguration de la ligne de Lierre à Aarschot (actuelle ligne 16).
Le bâtiment de la gare, construit par le Grand Central, était identique, bien que plus petit, à celui de la gare de Boechout, classé au patrimoine architectural ainsi qu'à celui, démoli, de la gare de Heist-op-den-Berg.
Booischot est depuis devenue une simple halte et son bâtiment a disparu.

## Service des voyageurs

### Accueil
Halte SNCB, c'est un point d'arrêt non géré (PANG) à accès libre. L'achat des tickets s'effectue un automate de vente. Un parking pour les voitures et les vélos se trouve à proximité.
La traversée des voies s'effectue par les passages à niveau.

### Desserte
Booischot est desservie par des trains Omnibus (L) et d'Heure de pointe (P) de la SNCB circulant sur la ligne commerciale 15 : Anvers - Lierre - Mol - Hasselt (voir brochure SNCB de la ligne 15).
En semaine comme les week-ends, la desserte est constituée de trains L reliant Anvers-Central à Louvain, via Aarschot. En semaine, plusieurs trains supplémentaires circulent en heure de pointe : trois trains P de Aarschot à Anvers-Central (le matin) ; un unique train P de Louvain à Anvers-Central via Aarschot (le matin) ;.trois trains P d'Anvers-Central à Aarschot (l’après-midi).

## Comptage voyageurs
Ce graphique et tableau montre le nombre de voyageurs embarquant en moyenne durant la semaine, le samedi et le dimanche.
| Nombre de passagers qui embarquent à la gare de Booischot | Nombre de passagers qui embarquent à la gare de Booischot | Nombre de passagers qui embarquent à la gare de Booischot | Nombre de passagers qui embarquent à la gare de Booischot |
|                                                           | Semaine                                                   | Samedi                                                    | Dimanche                                                  |
| --------------------------------------------------------- | --------------------------------------------------------- | --------------------------------------------------------- | --------------------------------------------------------- |
| 1977                                                      | 489                                                       | 50                                                        | 35                                                        |
| 1978                                                      | 628                                                       | 38                                                        | 24                                                        |
| 1979                                                      | 419                                                       | 38                                                        | 29                                                        |
| 1980                                                      | 467                                                       | 48                                                        | 45                                                        |
| 1981                                                      | 504                                                       | 68                                                        | 75                                                        |
| 1982                                                      | 433                                                       | 58                                                        | 59                                                        |
| 1983                                                      | 412                                                       | 77                                                        | 58                                                        |
| 1984                                                      | 366                                                       | 40                                                        | 35                                                        |
| 1985                                                      | 330                                                       | 55                                                        | 53                                                        |
| 1986                                                      | 299                                                       | 43                                                        | 42                                                        |
| 1987                                                      | 279                                                       | 58                                                        | 19                                                        |
| 1988                                                      | 308                                                       | 58                                                        | 57                                                        |
| 1989                                                      | 311                                                       | 47                                                        | 37                                                        |
| 1990                                                      | 257                                                       | 34                                                        | 39                                                        |
| 1991                                                      | 202                                                       | 45                                                        | 44                                                        |
| 1992                                                      | 219                                                       | 45                                                        | 40                                                        |
| 1993                                                      | 245                                                       | 56                                                        | 31                                                        |
| 1994                                                      | 244                                                       | 50                                                        | 35                                                        |
| 1995                                                      | 234                                                       | 65                                                        | 32                                                        |
| 1996                                                      | 224                                                       | 44                                                        | 41                                                        |
| 1997                                                      | 224                                                       | 67                                                        | 62                                                        |
| 1998                                                      | 202                                                       | 48                                                        | 29                                                        |
| 1999                                                      | 225                                                       | 55                                                        | 44                                                        |
| 2000                                                      | 212                                                       | 92                                                        | 44                                                        |
| 2001                                                      | 186                                                       | 61                                                        | 42                                                        |
| 2002                                                      | 182                                                       | 57                                                        | 70                                                        |
| 2003                                                      | 186                                                       | 57                                                        | 50                                                        |
| 2004                                                      | 215                                                       | 48                                                        | 78                                                        |
| 2005                                                      | 231                                                       | 77                                                        | 52                                                        |
| 2006                                                      | 238                                                       | 76                                                        | 59                                                        |
| 2007                                                      | 275                                                       | 72                                                        | 72                                                        |
| 2008                                                      | -                                                         | -                                                         | -                                                         |
| 2009                                                      | 238                                                       | 102                                                       | 79                                                        |
| 2010                                                      | -                                                         | -                                                         | -                                                         |
| 2011                                                      | -                                                         | -                                                         | -                                                         |
| 2012                                                      | 284                                                       | 120                                                       | 129                                                       |
| 2013                                                      | 333                                                       | 112                                                       | 89                                                        |
| 2014                                                      | 293                                                       | 106                                                       | 100                                                       |
| 2015                                                      | 260                                                       | 86                                                        | 66                                                        |
| 2016                                                      | 270                                                       | 98                                                        | 99                                                        |
| 2017                                                      | 247                                                       | 88                                                        | 84                                                        |
| 2018                                                      | 295                                                       | 128                                                       | 107                                                       |
| 2019                                                      | 293                                                       | 118                                                       | 79                                                        |
| 2020                                                      | 160                                                       | 95                                                        | 67                                                        |
| 2021                                                      | -                                                         | -                                                         | -                                                         |
| 2022                                                      | 288                                                       | 154                                                       | 170                                                       |
| 2023                                                      | 244                                                       | 139                                                       | 109                                                       |
| 2024                                                      | 286                                                       | 159                                                       | 81                                                        |